# Christine Buchegger
Christine Buchegger (Vienna, 19 novembre 1942 – Monaco di Baviera, 3 marzo 2014) è stata un'attrice austriaca.

## Biografia
Dopo le scuole Buchegger frequenta due anni di Max-Reinhardt-Seminar a Vienna. Alla Vereinigte Bühnen Graz ottiene il suo primo ingaggio. Seguirà alla Landestheater Linz e al Wiener Volkstheater.
Nel 1972 approda al Bayerisches Staatsschauspiel di Monaco, dove rimarrà fino agli anni '90.
Dal 1960 Christine Buchegger interpreta ruoli per il cinema e la televisione. In particolare è ricordata per i ruoli in serie criminali come Der Alte e L'ispettore Derrick. Era sposata con l'attore svizzero Christian Kohlund.

## Filmografia
- 1960: Die Glocke ruft (Glocken läuten überall)
- 1961: Das Land des Lächelns
- 1964: Die Schneekönigin
- 1966: Das Märchen
- 1970: Das Kamel geht durch das Nadelöhr
- 1970: Der Querulant
- 1970: Rebell in der Soutane
- 1971: Der Fall Eleni Voulgari
- 1971: Wenn der Vater mit dem Sohne – Der Krach
- 1972: Sultan zu verkaufen
- 1972: Das Hohelied
- 1972: Top Secret (The Salzburg Connection)
- 1973: Der Fußgänger
- 1973: Inferno
- 1974: Der kleine Doktor – Das Arsenschloss
- 1975: Die Verschwörung des Fiesco zu Genua
- 1975: L'ispettore Derrick 5 – Tod am Bahngleis
- 1976: Graf Yoster gibt sich die Ehre – Der Ton macht die Musik
- 1976: Graf Yoster gibt sich die Ehre – Undank ist der Welt Lohn
- 1976: Die Elixiere des Teufels
- 1976: Unordnung und frühes Leid
- 1977: Abelard – Die Entmannung
- 1977: Travesties
- 1978: Lady Dracula
- 1978: Wilhelm Meisters Lehrjahre
- 1978: Derrick 40 – Der Fotograf
- 1979: Derrick 55 – Schubachs Rückkehr
- 1980: Aus dem Leben der Marionetten
- 1983: Der Androjäger – Knattersmann oder Ripp
- 1985: Wind von Südost
- 1986: Derrick 143 – Ein eiskalter Hund
- 1987: Der Alte – 120: Die letzte Nacht
- 1988: Der Alte – 127: Eiskalt geplant
- 1988: Der Alte – 128: Um jeden Preis
- 1989: Derrick 177 – Schrei in der Nacht
- 1991: Derrick 197 – Penthaus
- 1991: Der Alte – 166: Lange Schatten
- 1992: Mord im Wald
- 1993: Dann eben mit Gewalt
- 1993: Der rote Vogel
- 1991: Der Alte – 196: Der Absturz
- 1994: Endloser Abschied
- 1994: Der Salzbaron
- 1994: Ein Fall für zwei 119: Das fremde Herz
- 1994: Der Alte – 209: Nur der Tod zählt
- 1994: Derrick 232 – Nachts, als sie nach Hause lief
- 1995: Derrick 247 – Ein Mord und lauter nette Leute
- 1995: Das Traumschiff – Mauritius
- 1996: Derrick 259 – Mädchen im Mondlicht
- 1996: Derrick 265 – Zeuge Karuhn
- 1996: Liebe, Leben, Tod
- 1998: Siska – 2: Frau Malowas Töchter
- 1999: Frische Ware
- 1999: Die Rache der Carola Waas
- 1999: Der Schandfleck
- 2000: Nicht mit uns
- 2002: Rosamunde Pilcher – Mit den Augen der Liebe
- 2002: Medicopter 117 – Rufmord